# Evangelische Kirche Heiligenwald

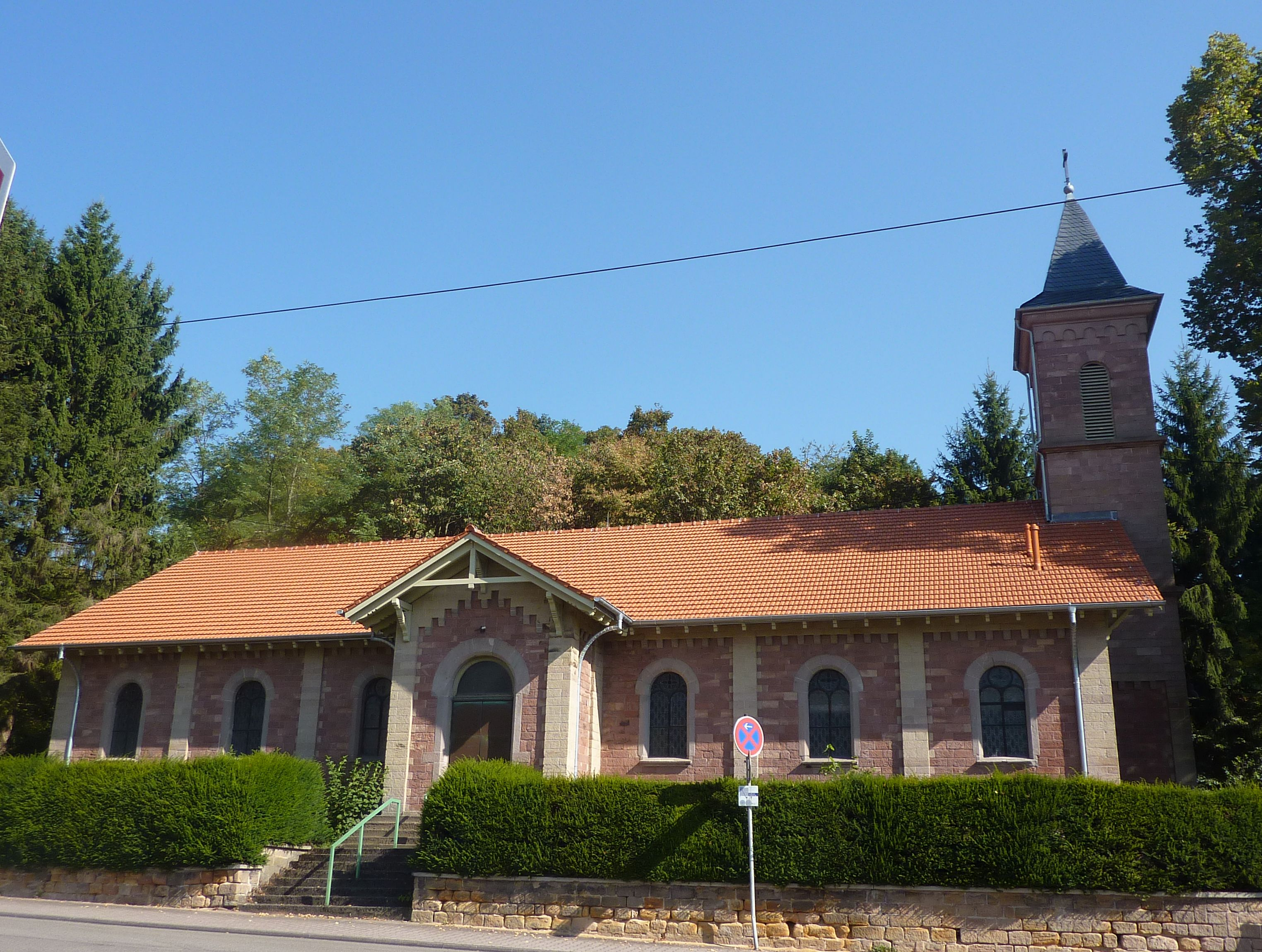
Seitenansicht mit ehemaligem Haupteingang

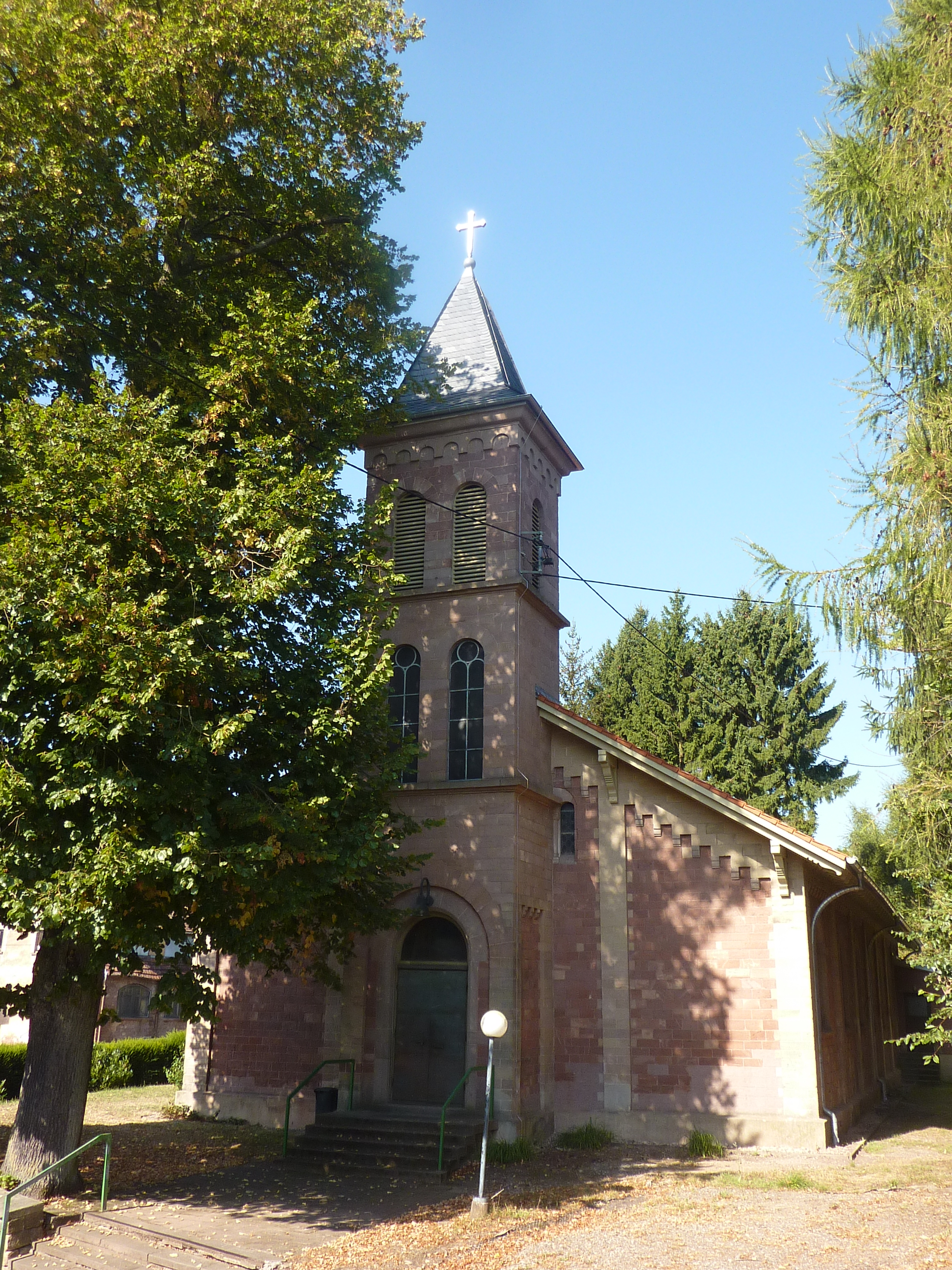
Eingang im Kirchturm auf der Westseite

Die evangelische Kirche in Heiligenwald ist ein Kirchengebäude im Ortsteil Heiligenwald der saarländischen Gemeinde Schiffweiler. Sie steht als Einzeldenkmal unter Denkmalschutz. Die Kirchengemeinde gehört zum Kirchenkreis Saar-Ost der Evangelischen Kirche im Rheinland.

## Geschichte
Mit der wachsenden Belegschaft der Gruben Itzenplitz und Reden siedelten sich in der zweiten Hälfte des 19. Jahrhunderts immer mehr Bergleute in den umliegenden Dörfern an, die dadurch sprunghaft wuchsen. Damit erhielten auch die einstmals kleinen Kirchengemeinden größeren Zuwachs. Doch oftmals mussten die Bergleute weit laufen, um an einem Gottesdienst teilnehmen zu können. Auch in Heiligenwald wurde in den 1860er Jahren der Ruf laut, dass eine eigene Kirche für die Bergleute geschaffen werden müsse. Von 1866 bis 1868 ließ die Preußische Bergbaubehörde daher für die evangelische Vikarie einen einfachen Betsaal erbauen, den evangelische und römisch-katholische Christen gemeinsam nutzten, bis die Katholiken 1887 eine eigene Kirche erhielten. 1906 wurde die Kirche der evangelischen Pfarrei übereignet. Noch im gleichen Jahr erhielt das Gebäude an der westlichen Schmalseite einen Turm. 1958/59 wurde der Innenraum modernisiert, eine Empore eingebaut und ein Glasfenster an der Chorrückwand installiert. Die Leitung übernahm der Neunkircher Architekt Rupprecht C. Walz. Um 1980 wurde der äußere Verputz entfernt und der alte Zustand wiederhergestellt. 1992 erhielt die Kirche eine Warmluftheizung, 2013 wurden Dachstuhl und Dach erneuert.

## Architektur
Die neoromanische Kirche ist ein siebenachsiger Rechtecksaal ohne architektonisch ausgebildeten Chorraum. Um den Eindruck eines eingezogenen Rechteckchores zu erzeugen, wurden links und rechts in den östlichen Ecken Holzaufbauten eingebracht. Der flache Saalbau wird von einer leicht gewölbten Decke abgeschlossen. 
Der ursprüngliche Hauptzugang liegt in der mittleren Achse der westlichen Längsseite. Man betritt den Saalbau hier über einen kleinen Vorraum. Seit 1906 wird die Kirche aber über das neue Portal in dem Turm an der Westseite betreten. Dieser wurde nachträglich erbaut und überschneidet hier zwei Zwillingsfenster. Die Kirche wurde aus Werksteinen errichtet. Der Bau wird von Lisenen gegliedert, die sich mit der Wand bündig verzahnen. Konsol- und Treppenfriese begrenzen den Baukörper zum Dachanschlag. Der ockerfarbene Sandstein des Schmuckes hebt sich farblich vom roten Sandstein der Mauern ab. Die Fenster schließen in Rundbögen ab.

## Ausstattung
Der Glasmaler Ferdinand Selgrad schuf das fünfteilige Betonglasfenster an der Rückwand des Altarraums im Jahr 1958. Es stellt die Offenbarung des (Offb 4,1–11 ) dar und wurde von dem Pariser Atelier Jean Barillet ausgeführt.